# Anastasija Tichonova
| jaar | rang enkelspel | rang dubbelspel |
| ---- | -------------- | --------------- |
| 2018 | –              | 503             |
| 2019 | 697            | 956             |
| 2020 | 695            | 683             |
| 2021 | 253            | 285             |
| 2022 | 227            | 196             |
| 2023 | 222            | 111             |

Anastasija Tichonova (Moskou, 21 januari 2001) is een tennisspeelster uit Rusland. Tichonova begon met tennis toen zij vijf jaar oud was. Haar favoriete ondergrond is hardcourt. Zij speelt rechtshandig. Zij is actief in het internationale tennis sinds 2018.

## Loopbaan

### Junioren
In januari 2019 bereikte Tichonova haar hoogste positie (18e) op de juniorenranglijst van de ITF. Vier maanden later bereikte zij op Roland Garros de meisjesdubbelspelfinale, samen met landgenote Alina Tsjarajeva – zij verloren de eindstrijd van het Amerikaanse koppel Chloe Beck en Emma Navarro.

### Enkelspel
Tichonova debuteerde in 2018 op het ITF-toernooi van Kazan (Rusland). Zij stond in 2019 voor het eerst in een finale, op het ITF-toernooi van Shymkent (Kazachstan) – zij verloor van landgenote Kamilla Rachimova. In 2021 veroverde Tichonova haar eerste titel, op het ITF-toernooi van Shymkent (Kazachstan), door Wit-Russin Joelija Hatowka te verslaan. Tot op heden(december 2023) won zij vijf ITF-titels, de meest recente in 2023 in Dubai (VAE).
In 2022 speelde Tichonova voor het eerst op een WTA-hoofdtoernooi, op het toernooi van Makarska – zij bereikte er de tweede ronde. Haar beste resultaat op de WTA-toernooien is het bereiken van de kwartfinale, op het toernooi van Tampico 2023, waar zij wederom verloor van landgenote, en dubbelspelpartner, Kamilla Rachimova.
Haar hoogste notering op de WTA-ranglijst is de 151e plaats, die zij bereikte in januari 2024.

### Dubbelspel
Tichonova behaalde in het dubbelspel betere resultaten dan in het enkelspel. Zij debuteerde in 2018 op het ITF-toernooi van Chimki (Rusland), samen met landgenote Veronika Pepeljajeva, met wie zij meteen de finale bereikte – zij verloren de eindstrijd van het Russische duo Olga Dorosjina en Anastasija Komardina. Later dat jaar veroverde Tichonova haar eerste titel, op het ITF-toernooi van Kazan (Rusland), samen met landgenote Maria Kroepenina, door het Russische duo Darja Misjina en Noel Saidenova te verslaan. Tot op heden(december 2023) won zij veertien ITF-titels, de meest recente in 2023 in Rome (VS).
In 2019 speelde Tichonova voor het eerst op een WTA-hoofdtoernooi, op het toernooi van Jūrmala, samen met landgenote Veronika Pepeljajeva. Zij stond in 2023 voor het eerst in een WTA-finale, op het toernooi van Tampico, samen met landgenote Kamilla Rachimova – hier veroverde zij haar eerste titel, door het koppel Sabrina Santamaria en Heather Watson te verslaan.
Haar hoogste notering op de WTA-ranglijst is de 104e plaats, die zij bereikte in december 2023.

## Palmares
| Legenda                 |
| ----------------------- |
| Grandslamtoernooi       |
| Olympische Spelen       |
| Year-End Championships  |
| Premier Mandatory       |
| Premier Five / WTA 1000 |
| Premier / WTA 500       |
| International / WTA 250 |
| Challenger / WTA 125    |

### WTA-finaleplaatsen enkelspel
geen

### WTA-finaleplaatsen vrouwendubbelspel
| nr.              | finale     | toernooi    | ondergrond | partner           | tegenstandsters                   | score    |         |
| ---------------- | ---------- | ----------- | ---------- | ----------------- | --------------------------------- | -------- | ------- |
| gewonnen finales |            |             |            |                   |                                   |          |         |
| 1.               | 2023-10-28 | WTA Tampico | hardcourt  | Kamilla Rachimova | Sabrina Santamaria Heather Watson | 7-6, 6-2 | details |
| verloren finales |            |             |            |                   |                                   |          |         |
| geen             |            |             |            |                   |                                   |          |         |

### Gewonnen ITF-toernooien enkelspel
| nr. | finale     | toernooi   | dotatie   | ondergrond    | tegenstandster in finale | score         |
| --- | ---------- | ---------- | --------- | ------------- | ------------------------ | ------------- |
| 1.  | 2021-02-14 | Shymkent   | $ 15.000  | hardcourt (i) | Joelija Hatowka          | 7-5, 2-6, 7-6 |
| 2.  | 2021-07-11 | Nur-Sultan | $ 25.000  | hardcourt     | Justina Mikulskytė       | 2-6, 7-5, 6-1 |
| 3.  | 2022-04-03 | Pretoria   | $ 60.000  | hardcourt     | Lina Glushko             | 5-7, 6-3, 6-3 |
| 4.  | 2023-01-22 | Bhopal     | $ 40.000  | hardcourt     | Joanne Züger             | 6-4, 6-1      |
| 5.  | 2023-12-10 | Dubai      | $ 100.000 | hardcourt     | Arianne Hartono          | 6-1, 6-4      |